# 小虹桥
小虹桥是扬州市的一座砖拱桥，东西向，横跨小秦淮河，建于明代。小虹桥保存完好，列为扬州市文物保护单位。